# 丁啓濬
丁啓濬（1569年—1636年），又名丁啓浚，字亨文，號哲初，福建泉州府晉江縣籍德化縣人，明朝政治人物。同進士出身。

## 生平
萬曆十六年（1588年）戊子科福建鄉試舉人，二十年（1592年）壬辰科三甲十九名進士，工部觀政，六月授湖廣寶慶府推官，二十二年同考浙江鄉試，二十七年丁憂歸。二十九年補杭州府推官，三十年擔任戶部主事，三十二年調吏部主事，本年升员外郎，三十三年告病。三十六年補稽勳司員外郎，三十七年养病。四十年正月起补考功員外郎，三月升验封司郎中，丁憂。四十三年起文选司郎中，四十四年七月升任太常寺少卿、提督四夷馆，四十五年二月奉使鲁王府，四月以科道纠拾调任南京。
天啓元年（1621年）四月起为南京太仆寺卿管少卿事，三年四月调任北太仆寺卿、管西路验烙少卿事，四年正月引病告归。六年十二月起补南京太僕寺卿，七年升太常寺卿。
崇祯即位，七年（1627年）十二月晉升為刑部右侍郎，次年轉左侍郎，當時並無人擔任刑部尚書、都察院左都御史，所以啟濬兼理兩官之事。當時禮部尚書溫體仁因為私怨彈劾浙黨，司法官員沒人敢去寫判決書，啟濬自告奮勇，寫得公公正正，折服了溫體仁。
崇禎年間，皇帝整治閹黨，啟濬因為周起元、周順昌等十三位大臣被太監李實陷害枉死，彈劾李實，並認為應該將李實斬首。而後溫體仁拜相，啟濬只好告病回家，崇祯九年，年六十八去世。追贈刑部尚書。。
在臺灣民間信仰中，被尊為丁府八千歲，雲嘉地區多有奉祀。相傳曾在雲林口湖下崙弭平瘟疫，因此鄉民建造下崙福安宮加以奉祀。

## 家族
曾祖丁怿，封工部主事。祖父丁自申，進士，官順慶知府。父丁白，生员。